# NGC 5116
NGC 5116 је спирална галаксија у сазвежђу Береникина коса која се налази на NGC листи објеката дубоког неба.
Деклинација објекта је + 26° 58' 53" а ректасцензија 13h 22m 55,7s. Привидна величина (магнитуда) објекта NGC 5116 износи 12,9 а фотографска магнитуда 13,6. Налази се на удаљености од 44,720 милиона парсека од Сунца. NGC 5116 је још познат и под ознакама UGC 8410, MCG 5-32-9, CGCG 161-36, KUG 1320+272, IRAS 13205+2714, PGC 46744.